# 小行星4367
小行星4367（英語：4367 Meech）是一颗围绕太阳公转的小行星。1981年3月2日，舒爾特·巴斯在赛丁泉山发现了此天体。
这颗小行星的绝对星等为69.10198074930773等。